# Cobalt Air
Cobalt Air est une ancienne compagnie aérienne chypriote assurant des vols au départ de Larnaca. Il s'agissait de la deuxième compagnie aérienne du pays quant au trafic de passagers, derrière Tus Airways.

## Histoire
Le premier avion, un Airbus A320 est arrivé en avril 2016 et la compagnie aérienne a obtenu son certificat de transporteur aérien (AOC) le 18 mai 2016 après un vol d'essai entre Larnaca et Héraklion. Selon le président Gregory Diacou, Cobalt prévoyait de recevoir trois autres appareils du même type d'ici la fin juin 2016.
La vente de billets a commencé sur le site Internet le 14 juin 2016.
Le 4 mars 2017, le ministre chypriote des Transports a annoncé que Cobalt Air assurerait des vols trois fois par semaine entre Paphos et Athènes, comblant ainsi la fin de ces vols exploités par Ryanair.
En mai 2017, la compagnie aérienne a annoncé qu'elle commencerait à ajouter des sièges affaires à bord de ses six avions sur les rangées 1 à 5. Ces derniers sont vendus moyennant des frais supplémentaires, et ont une configuration 2x2 avec d'autres avantages supplémentaires qui doivent être annoncés. Un programme de fidélisation a également été annoncé.
En août 2017, la compagnie aérienne a annoncé son intention de doter sa flotte d'une connexion Wi-Fi à bord permettant aux passagers de télécharger du contenu sur leurs appareils électroniques personnels. Ces améliorations font partie de l'abandon du modèle low-cost original de la compagnie.
Le 17 octobre 2018, la compagnie suspend indéfiniment toutes ses opérations à la suite de difficultés financières.

## Flotte historique

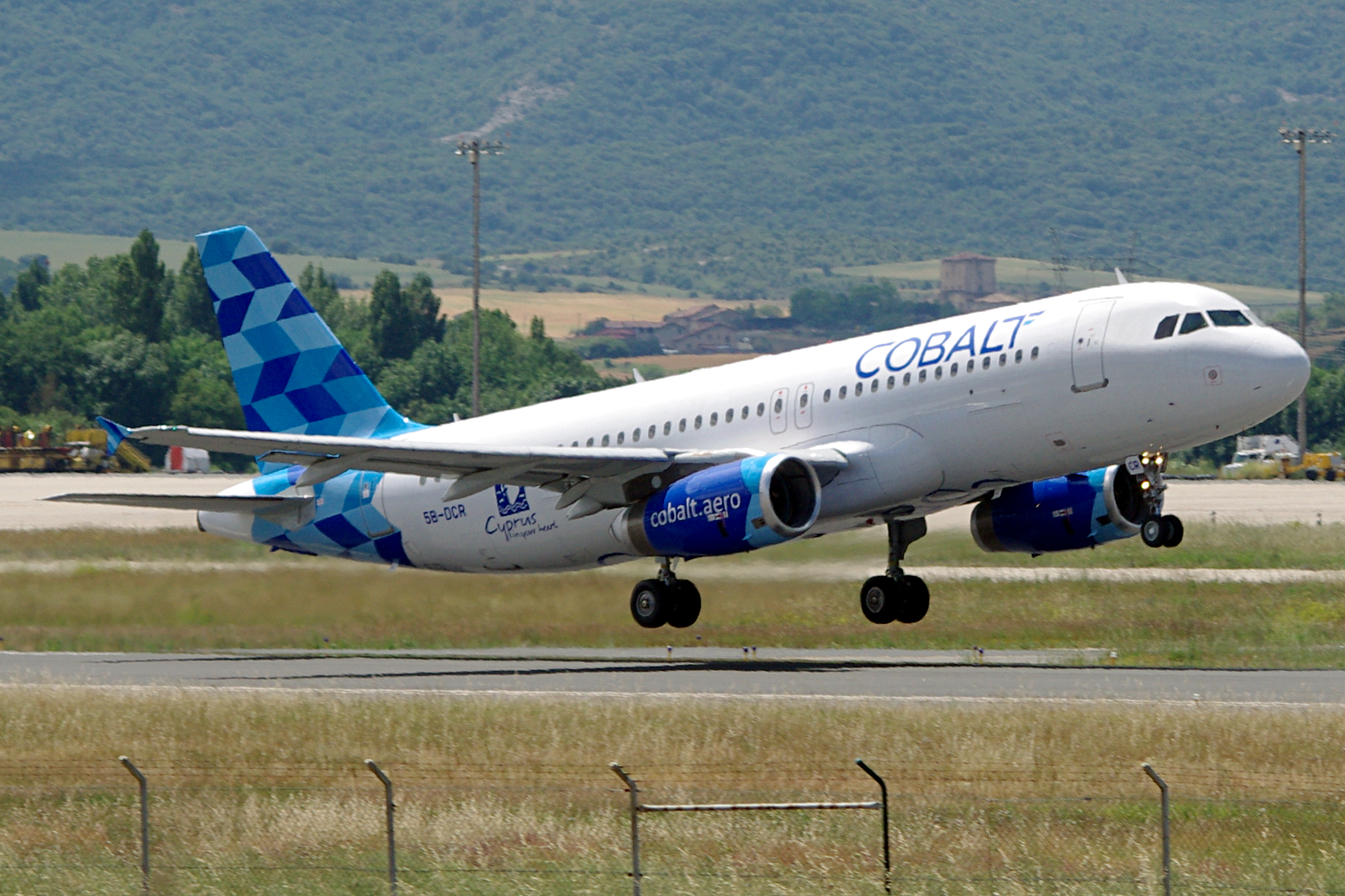
Airbus A320-200 de Cobalt Air

Avant sa faillite en octobre 2018, la flotte de Cobalt Air était composée de 6 appareils, d'une moyenne d'âge de 13,9 ans :

## Destinations
La compagnie assurait des vols vers les destinations suivantes :
Abou Dabi

Athènes

Beyrouth

Copenhague

Dublin

Francfort

Genève

Héraklion

La Canée

Londres

Madrid

Manchester

Moscou

Mykonos

Paphos

Paris

Tel Aviv

Thessalonique

Zurich